# Sojusz Patriotyczny Serbii
Sojusz Patriotyczny Serbii (serb. Srpski patriotski savez / Српски патриотски савез, SPAS) – serbska partia polityczna o profilu konserwatywnym.

## Historia
Partia powstała w 2010 jako lokalne ugrupowanie w Kraljevie. Współpracowała z formacjami prawicowymi, w 2015 dołączyła do koalicji tworzonej przez DSS i Dveri. W 2018 doszło do zmiany statutu i przyjęcia nazwy SPAS, a na jej czele stanął Aleksandar Šapić, urzędujący burmistrz Nowego Belgradu. Nowy lider w publicznych wypowiedziach dystansował się zarówno od rządzącego środowiska skupionego wokół Serbskiej Partii Postępowej, jak i od stronnictw opozycyjnych.
W przeciwieństwie do głównych partii serbskiej opozycji SPAS nie zbojkotował wyborów parlamentarnych w 2020. W głosowaniu sojusz uzyskał 3,8% głosów, co przełożyło się na 11 mandatów w Zgromadzeniu Narodowym. Partia dołączyła do zdominowanej przez SNS koalicji tworzącej gabinet Any Brnabić, w którym jej przedstawiciel Ratko Dmitrović objął stanowisko ministerialne.
W maju SPAS na zaproszenie prezydenta Aleksandara Vučicia wraz ze swoim liderem dołączył do Serbskiej Partii Postępowej, co zakończyło działalność tego ugrupowania.